# ایروما، سایتاما
ایروما در استان سایتاما در کشور ژاپن  واقع شده‌است  که دارای جمعیت ۱۴۸٬۲۰۳ نفر و مساحت ۴۴٫۷۴ کیلومتر مربع با تراکم جمعیت ۳٬۳۱۳  نفر در کیلومترمربع است و در تاریخ ۱ نوامبر ۱۹۶۶ به عنوان شهر شناخته شد.